# Scherz, Satire, Ironie und tiefere Bedeutung (Film)
Scherz, Satire, Ironie und tiefere Bedeutung ist die 1977 geschaffene Fernsehaufzeichnung einer Inszenierung von Horst Ruprecht des gleichnamigen Schauspiels von Christian Dietrich Grabbe am Landestheater Halle (Saale) durch das Fernsehen der DDR.

## Handlung
Da es sich hier um eine Theaterinszenierung handelt, siehe: Scherz, Satire, Ironie und tiefere Bedeutung

## Produktion
Die Premiere dieser Inszenierung fand als DDR-Erstaufführung im September 1975 am Landestheater Halle (Saale) statt. Hier wurde auch die Vorstellung mit dem Bühnenbild von Henning Schaller und den Kostümen von Jutta Harnisch aufgezeichnet.
Die Erstausstrahlung erfolgte im 2. Programm des Fernsehens der DDR am 14. Mai 1977 in Farbe.

## Kritik
Georg Antosch schrieb in der Neuen Zeit: 

„Trotz eines an die Grenze der Blasphemie gesteigerten Klamauks in der großen Trinkszene und erheblichen Tempoverlusts nach der Pause ist Ruprechts Inszenierung darauf angelegt, Scherz, Satire, Ironie (die tiefere Bedeutung freilich weniger) für das Publikum durchschaubar zu halten. Darstellerisch schafft sie eine dichte Ensembleleistung, die Wolfgang Winkler als koboldhafter Teufel furios anführt.“